# Con-way
Con-way est une entreprise de transport routier américaine. Elle est basée à Portland dans l'Oregon aux États-Unis.